# Lancaster megye (Dél-Karolina)
Lancaster megye az Amerikai Egyesült Államokban, azon belül Dél-Karolina államban található. Megyeszékhelye és legnagyobb városa Lancaster. Lakosainak száma 96 016 fő (2020. április 1.). Lancaster megye Mecklenburg, Union, Chesterfield, Kershaw, York, Fairfield és Chester megyékkel határos.

## Népesség
A megye népességének változása:
| Lakosok száma | 76 944 | 77 780 | 79 153 | 80 458 | 85 842 | 96 016 |
|               | 2010   | 2011   | 2012   | 2013   | 2015   | 2020   |